# Live at Chastain Park
Live at Chastain Park é um álbum ao vivo do músico James Brown gravado em 1985 no Chastain Park em Atlanta, Geórgia. Originalmente lançado no Reino Unido e Europa em  1988 pela Charly Records, foi relançado inúmeras vezes em gravadoras menores. O concerto também foi filmado e lançado em DVD pela Charly (em 2008 com o nome Double Dynamite) e outras companhias. Maceo Parker e St. Clair Pinckney estão presentes na banda.
Em 2006 a gravadora Music Avenue relançou uma versão com dois CDs do álbum contendo faixas adicionais que ficaram de fora da edição original, além de uma seleção de remixes.

## Faixas
| N.º            | Título                                             | Duração |  |
| 1.             | "Give It Up or Turnit a Loose"                     | 2:04    |  |
| 2.             | "It's Too Funky in Here"                           | 4:56    |  |
| 3.             | "Doing It to Death (Gonna Have a Funky Good Time)" | 4:01    |  |
| 4.             | "Try Me"                                           | 4:55    |  |
| 5.             | "Get on the Good Foot"                             | 2:59    |  |
| 6.             | "Get Up Offa That Thing"                           | 2:16    |  |
| 7.             | "Georgia On My Mind"                               | 6:07    |  |
| 8.             | "Hot Pants"                                        | 1:33    |  |
| 9.             | "I Got the Feelin'"                                | 1:41    |  |
| 10.            | "It's a Man's Man's Man's World"                   | 9:09    |  |
| 11.            | "Cold Sweat"                                       | 1:11    |  |
| 12.            | "I Can't Stand Myself (When You Touch Me)"         | 1:54    |  |
| 13.            | "Papa's Got a Brand New Bag"                       | 2:18    |  |
| 14.            | "I Got You (I Feel Good)"                          | 3:39    |  |
| 15.            | "Please, Please, Please"                           | 3:49    |  |
| 16.            | "Jam"                                              | 4:53    |  |
| Duração total: | Duração total:                                     | 57:25   |  |

## Créditos
- James Brown – vocais
- Ron Laster – guitarra
- Tony Jones – guitarra
- Jimmy Lee Moore – baixo
- Larry Moore – teclados
- Arthur Dickson – bateria
- Tony Cook – bateria
- Johnny Griggs – percussão, congas
- Maceo Parker – sax alto
- St. Clair Pinckney – sax tenor
- Joe Collier – trompete
- George "Haji Ahkba" Dickerson – flugelhorn
- Martha High – background vocals
- "Sweet" Charles Sherrell – teclados, diretor da band